# Sotto.. sotto.. strapazzato da anomala passione
Sotto.. sotto.. strapazzato da anomala passione è un film del 1984 diretto da Lina Wertmüller.
La colonna sonora è firmata da Paolo Conte.

## Trama
Roma: il falegname Oscar è sconvolto dalla confidenza della moglie Ester che gli confessa di pensare ad un'altra persona. Credendo di aver individuato il rivale in Amilcare, un parrucchiere di Cinecittà, lo insegue per i teatri di posa della capitale, con intenzioni bellicose.
In seguito Oscar si rende conto che la moglie nutre una passione saffica per l'amica Adele. In verità, le donne hanno costruito la loro storia, più fantastica che reale, subornate da un'overdose di film d'amore, telenovelas e stampa rosa.
Il ritorno alla normalità della coppia coniugale, causato dalla sfuriata di Oscar, mostra la rassegnata accettazione di Ester, venata da una punta di insoddisfazione per la rottura del sogno, verso la cui realizzazione pratica, del resto, mostrava forti resistenze.